# Гераклид Понтийский
Эта статья о греческом философе IV в. до н. э. О греческом учёном I в. н. э. см. Гераклид Понтийский Младший.
Гераклид Понтийский (др.-греч. Ἡρακλείδης ὁ Ποντικός; 387 до н. э. — 312 до н. э.) — древнегреческий философ, механик и астроном IV в. до н. э. Родился в Гераклее — греческой колонии на берегу Чёрного моря (Понта) (в настоящее время — г. Эрегли, Турция). Диоген Лаэртский сообщает, что в своём родном городе Гераклид убил местного тирана, а во всех остальных отношениях был весьма экстравагантным человеком, склонным к мистификациям. Прибыв позднее в Афины, был слушателем пифагорейцев, Платона, Аристотеля.
Сочинения Гераклида, бывшие очень популярными в античности, до нас не дошли. Судя по высказываниям позднейших авторов, он писал на этические, физические, грамматические и эстетические темы.

## Атомизм
Взгляды Гераклида на строение вещества являются своеобразным синтезом воззрений Эмпедокла и Демокрита. Подобно первому из них, он полагал вещество состоящим из четырёх стихий, между которыми действуют две силы — Любовь и Вражда. Но сами эти стихии он полагал состоящими из мельчайших частиц, аналогов демокритовских атомов; Любовь способствует объединению атомов одного и того же элемента. Другим отличием от воззрений атомистов является то, что Гераклид отрицал существование абсолютной пустоты: он полагал, что мир заполнен тончайшим веществом — эфиром.

## Система мира
Идеи Гераклида в области астрономии и небесной механики носят новаторский характер, хотя он не занимался их математическим развитием. Наиболее известная из них — идея вращения Земли вокруг оси, что объясняло суточное вращение небесной сферы. Ранее аналогичная идея высказывалась пифагорейцами Гикетом и Экфантом, о которых почти ничего не известно (возможно, они на самом деле являются персонажами диалогов Гераклида); намек на эту идею содержится также в диалоге Платона «Тимей».
Далее, по сообщению латинского автора Халкидия, Гераклид полагал, что планета Венера иногда находится «ниже» Солнца, иногда — «выше»:

Наконец, Гераклид Понтийский, описывая круг Люцифера [Венеры], как и таковой Солнца, и давая двум кругам один центр и одну середину, показал, что Люцифер бывает иногда выше, иногда ниже Солнца. Он говорит, что положения Солнца, Луны, Люцифера и всех планет, где бы они ни находились, определяется линией, проходящей через центры Земли и данного небесного тела.

Обычно это интерпретируется таким образом, что Венера обращается вокруг Солнца, которое, в свою очередь обращается вокруг Земли (то же самое относится и к Меркурию, который в этом отрывке не упоминается, хотя ранее Халкидий отмечает, что особенности видимого движения обеих нижних планет аналогичны). Это предположение объясняло то, что Меркурий и Венера не могут на небосводе удаляться от Солнца на произвольное расстояние. Впоследствии это представление было широко распространено в античности, его описывали Теон из Смирны во II веке н. э. и Марциан Капелла в V веке н. э. (по мнению историка науки С. В. Житомирского, его разделял Архимед). Развитием данных представлений можно считать гео-гелиоценрическую систему мира Тихо Браге (XVI в.), у которого уже все планеты считались спутниками Солнца.
Альтернативную интерпретацию приведенного выше отрывка Халкидия предложил ещё один историк науки — Отто Нейгебауэр (к мнению Нейгебауэра присоединился, в частности, Брюс Иствуд). Согласно Нейгебауэру, выражения «ниже» и «выше» нужно понимать в том смысле, что Венера иногда опережает Солнце в своём движении по небу, иногда отстаёт от него (но в таком случае становится непонятным, при чём здесь Гераклид вообще, поскольку эта особенность в видимом движении Венеры и Меркурия известна с древнейших времён).
По сообщению позднеантичного автора Симпликия, Гераклид полагал, что видимая нерегулярность «относительно Солнца» может быть объяснена тем, что «Земля в некотором смысле движется, а Солнце в некотором смысле неподвижно». Наиболее радикальную интерпретацию данного отрывка предложил известный итальянский астроном Джованни Скиапарелли, согласно которому под нерегулярностью относительно Солнца нужно полагать нерегулярность в движении планет, которые в оппозиции с Солнцем совершают попятные движения; в этом случае отрывок из Симпликия означает, что для объяснения попятного движения планет Гераклид предположил обращение Земли вокруг Солнца.
Близкую интерпретацию и отрывка Халкидия, и отрывка Симпликия предложил Бартел ван дер Варден: по его мнению, Гераклид полагал, что и Солнце, и Венера, и Земля вращаются по окружностям вокруг единого центра, причём период одного оборота Земли составляет один год. В подтверждение своей точки зрения ван дер Варден приводит одно место из диалога Платона «Законы», где говорится, что каждое из блуждающих светил (Солнце, Луна, планеты) «совершает не много круговых движений, но лишь одно»; именно так и обстоят дела в случае, если попятные движения планет объясняются движением Земли по окружности, охватывающей Солнце. Большинство историков, однако, категорически не согласны со Скиапарелли и ван дер Варденом и дают другие интерпретации обсуждаемого отрывка. Как бы то ни было, Гераклида следует считать важнейшим предшественником Аристарха Самосского.
Гераклид высказывался также о физической природе небесных тел. По словам Псевдо-Плутарха, Гераклид считал, что «каждая звезда представляет собой мир, включающий землю, воздух, эфир [который сам находится] в беспредельном эфире». Этот взгляд Гераклида органически сочетается с его мнением о подвижности Земли, поскольку в этом случае суточное вращение неба считается кажущимся, а не реальным, как в случае неподвижной Земли, и нет необходимости полагать, что звёзды являются жёстко закреплёнными на некоторой сфере.